# La Vall d'Alba
La Vall d'Alba és un municipi del País Valencià situat a la comarca de la Plana Alta que té 2.809 habitants (INE 2016).

## Geografia
Se situa el seu nucli urbà en un suau vessant que s'obre a la vall del Pla de l'Arc. Limita amb els termes municipals de la Serra d'en Galceran, Benlloc, Cabanes, Vilafamés i les Useres.

### Nuclis de Població
- La Vall d'Alba
- Mas de Bernarda
- La Barona
- Mas de Campos
- Mas de Xolito
- Mas de la Matisa
- Mas de l'Obrera
- Mas de la Sena
- Mas de Roures
- Mas del Curro
- Montalba
- La Pelejaneta
- Les Ramblelles

## Història
La Vall d'Alba, que pren el seu nom de l'alqueria Alba musulmana (la suposada «Vall blanca» dels mossàrabs) va pertànyer, en qualitat de llogaret, al terme municipal de Vilafamés fins al 4 de juliol de 1925 data en la qual en sessió solemne se celebra l'acta de constitució del municipi. Abans el rei Jaume I donà el lloc al monestir de Benifassà, per a després tornar a mans reals en l'any 1244. Eixa reincorporació al patrimoni real li va costar al monarca d'Aragó una assignació perpètua a favor del monestir una xifra de 70 monedes d'or anuals sobre les rendes de Tortosa. Posteriorment va ser donada a l'Orde de l'Hospital i va ser llavors (1264) quan rebé de mans de Fra Gui de la Gespa Carta de poblament, a Borriana, per tal que diversos veïns de Vilafamés s'hi pogueren instal·lar. Després va passa als dominis de l'Orde de Montesa, sempre dins del terme de Vilafamés, fins que se'n va segregar, data a partir de la qual el municipi ha experimentat un desenvolupament notable.

### Toponímia
L'origen de la seua denominació es vol relacionar amb el color blanc. En eixe sentit, Coromines afirma:
Verament és la vall blanca, v. alba per excel·lència; la de potser per metaplasme sintàctic. Però, com que aquest adj. ja no era viu ni usual en cat. en el S. xiii, res no ens impedeix sospitar que ja els més antics pobladors li donaren el nom de valle alba, amb la lògica funció adjectiva, pron. balálba segons fonètica moss., que els nostres interpretarien vall d'Alba ajudant-hi fonètica diferenciadora de la l·l.

## Demografia
La Vall d'Alba té 2.809 habitants (INE 2016).
| Any      | 1990  | 1992  | 1994  | 1996  | 1998  | 2000  | 2002  | 2004  | 2005  | 2006  | 2008  | 2011  | 2013  | 2016  |
| -------- | ----- | ----- | ----- | ----- | ----- | ----- | ----- | ----- | ----- | ----- | ----- | ----- | ----- | ----- |
| Població | 1.967 | 1.887 | 1.891 | 1.853 | 1.856 | 1.948 | 2.013 | 2.045 | 2.045 | 2.438 | 2.906 | 3.036 | 3.041 | 2.809 |

## Economia

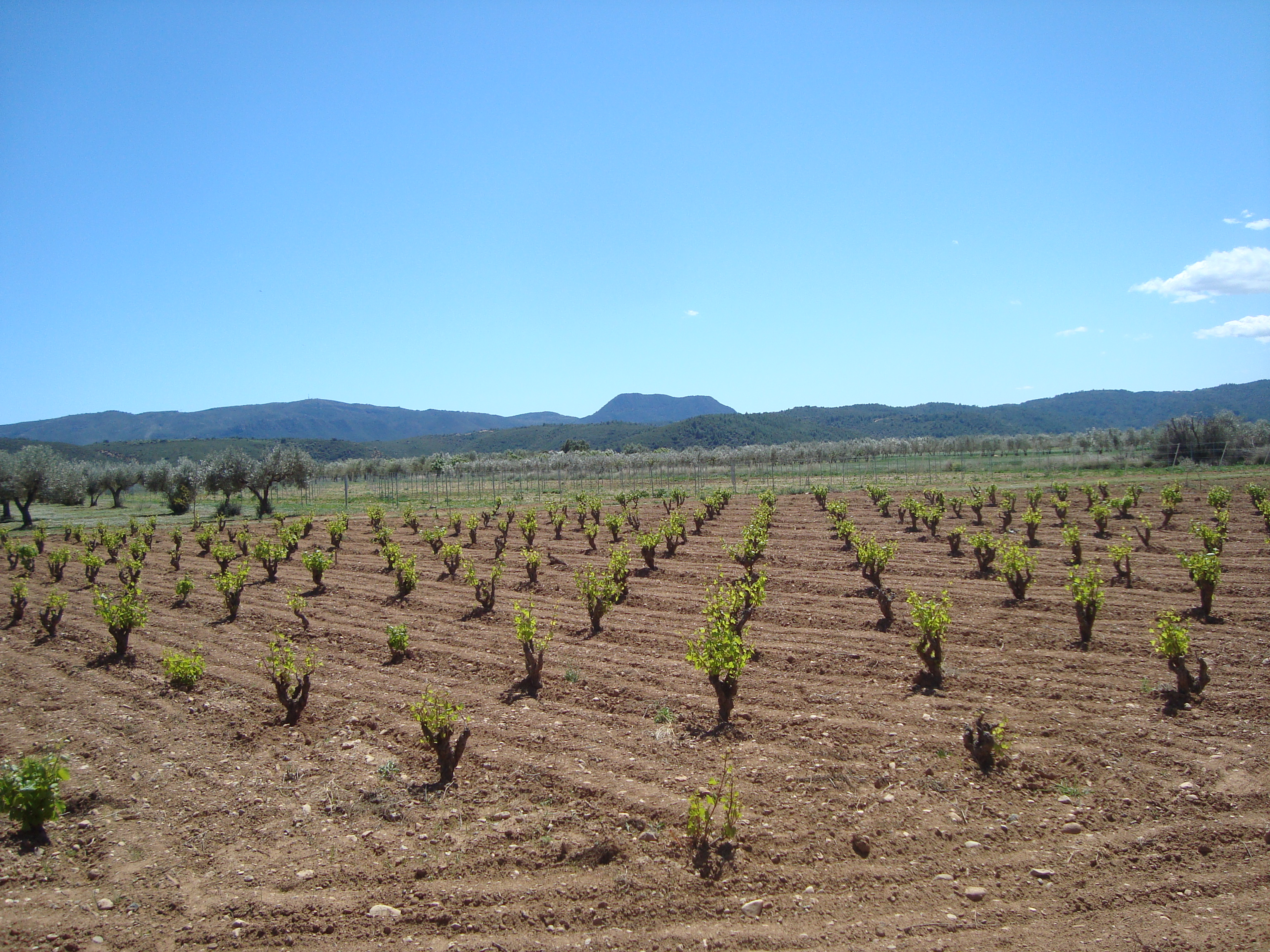
Vinya (La Barona, Vall D'Alba)

Les característiques del clima mediterrani han afavorit en el seu terme una economia agrícola de secà basada en cultius d'ametler, vinya i olivera, que els seus llauradors han intentat completar amb l'aprofitament de regadiu gràcies a les nombroses i artesanals sénies que extreien l'aigua del subsòl.
Cal tenir en compte que de llarg a llarg del terme municipal de la Vall d'Alba hi ha fins a 641 caserius que en l'actualitat sumen uns 315 habitants entre tots els nuclis dispersos.
En l'actualitat, les labors agrícoles han variat ostensiblement i ja només el 36,8% de la població activa es dedica a l'agricultura. La major part del terreny conreat es dedica a l'ametler, que ocupa vora 1.500 hectàrees; les oliveres es troben en 616 hectàrees, les hortalisses es conreen en 224 hectàrees, i la resta, unes 154, es dediquen a produccions diverses.
La ramaderia complementa el sector agrícola amb un elevat nombre de granges que, majoritàriament, estan destinades a la cria i l'engreix de porcs. També existixen granges avícoles.
L'economia local es repartix en altres sectors productius com ara la indústria, que ja ocupa el 27% de la població activa; el sector serveis dona faena ara per ara a més del 28% de la mà d'obra, i la construcció ocupa entorn del 8% restant.

## Alcaldia
Des de 2015 l'alcaldessa de la Vall d'Alba és Marta Barrachina Mateu del Partit Popular (PP).
| Període                       | Alcalde o alcaldessa         | Partit polític | Data de possessió | Observacions |
| ----------------------------- | ---------------------------- | -------------- | ----------------- | ------------ |
| 1979–1983                     | Dámaso Vidal Orenga          | UCD            | 19/04/1979        | --           |
| 1983–1987                     | Manuel Jesús Lapuerta Marzà  | PSPV-PSOE      | 28/05/1983        | --           |
| 1987–1991                     | Francisco Guinot Castillo    | PSPV-PSOE      | 30/06/1987        | --           |
| 1991–1995                     | Francisco Martínez Capdevila | PP             | 15/06/1991        | --           |
| 1995–1999                     | Francisco Martínez Capdevila | PP             | 17/06/1995        | --           |
| 1999–2003                     | Francisco Martínez Capdevila | PP             | 03/07/1999        | --           |
| 2003–2007                     | Francisco Martínez Capdevila | PP             | 14/06/2003        | --           |
| 2007–2011                     | Francisco Martínez Capdevila | PP             | 16/06/2007        | --           |
| 2011–2015                     | Francisco Martínez Capdevila | PP             | 11/06/2011        | --           |
| 2015–2019                     | Marta Barrachina Mateu       | PP             | 13/06/2015        | --           |
| 2019-2023                     | Marta Barrachina Mateu       | PP             | 15/06/2019        | --           |
| Des de 2023                   | Marta Barrachina Mateu       | PP             | 17/06/2023        | --           |
| Fonts: Generalitat Valenciana |                              |                |                   |              |

## Monuments

### Monuments religiosos
- Església parroquial de Sant Joan Baptista (La Vall d'Alba)Ermita de Sant Antoni (La Pelejaneta, La Vall d'Alba)Església de Sant Joan Baptista.

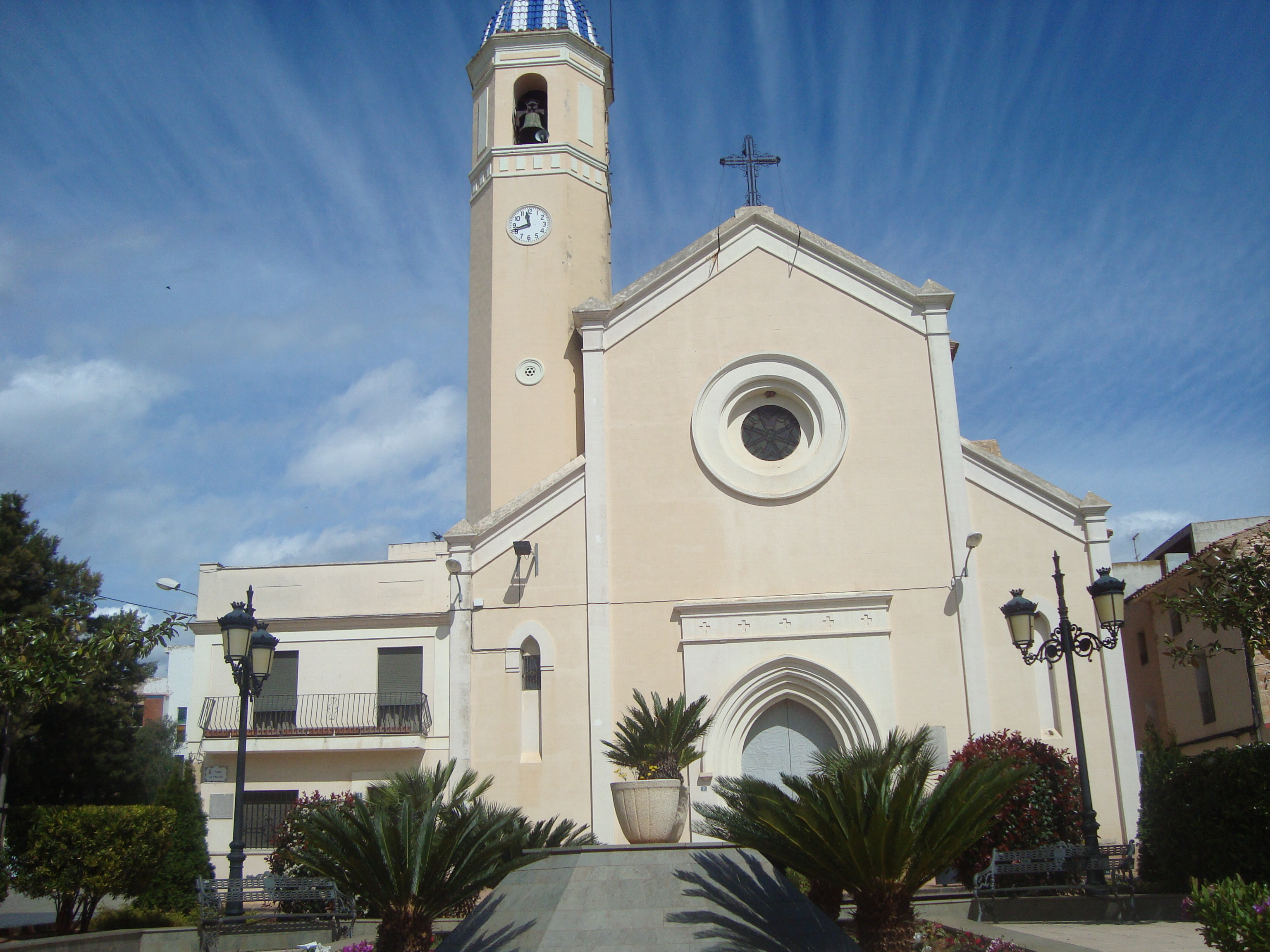
Església parroquial de Sant Joan Baptista (La Vall d'Alba)

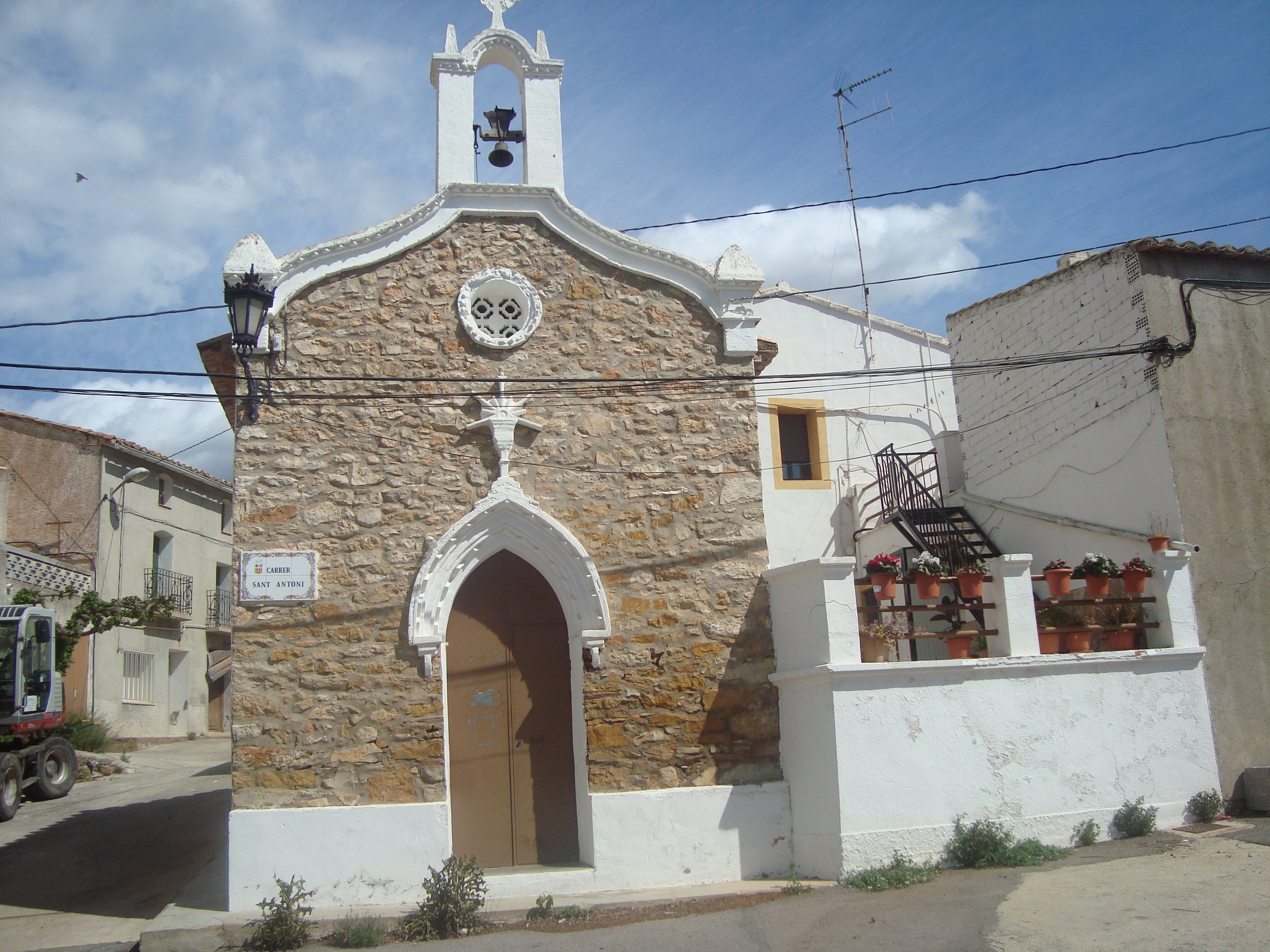
Ermita de Sant Antoni (La Pelejaneta, La Vall d'Alba)

Coincidint amb el centenari de l'Església es van incorporar nous retaules de fusta. El projecte va incloure la instal·lació d'un retaule major, compost per tres blocs: el principal, a més d'albergar les tres imatges existents en la parròquia, està format per un total de vuit talles del calvari enlaire relleu. Per altra banda en els dos laterals, l'obra incorpora sis retaules del viacrucis, tot fet de fusta de cedre tallat a mà.
- Església de la Mare de Déu dels Àngels. A La Barona.
- Ermita de Sant Cristòfol. L'ermita es va inaugurar oficialment en creada a imitació de les ermites del XVI i XVII amb pedra de pedrera, la construcció de la qual imita tres arcs de mig punt.
- Altres ermites i capelles.

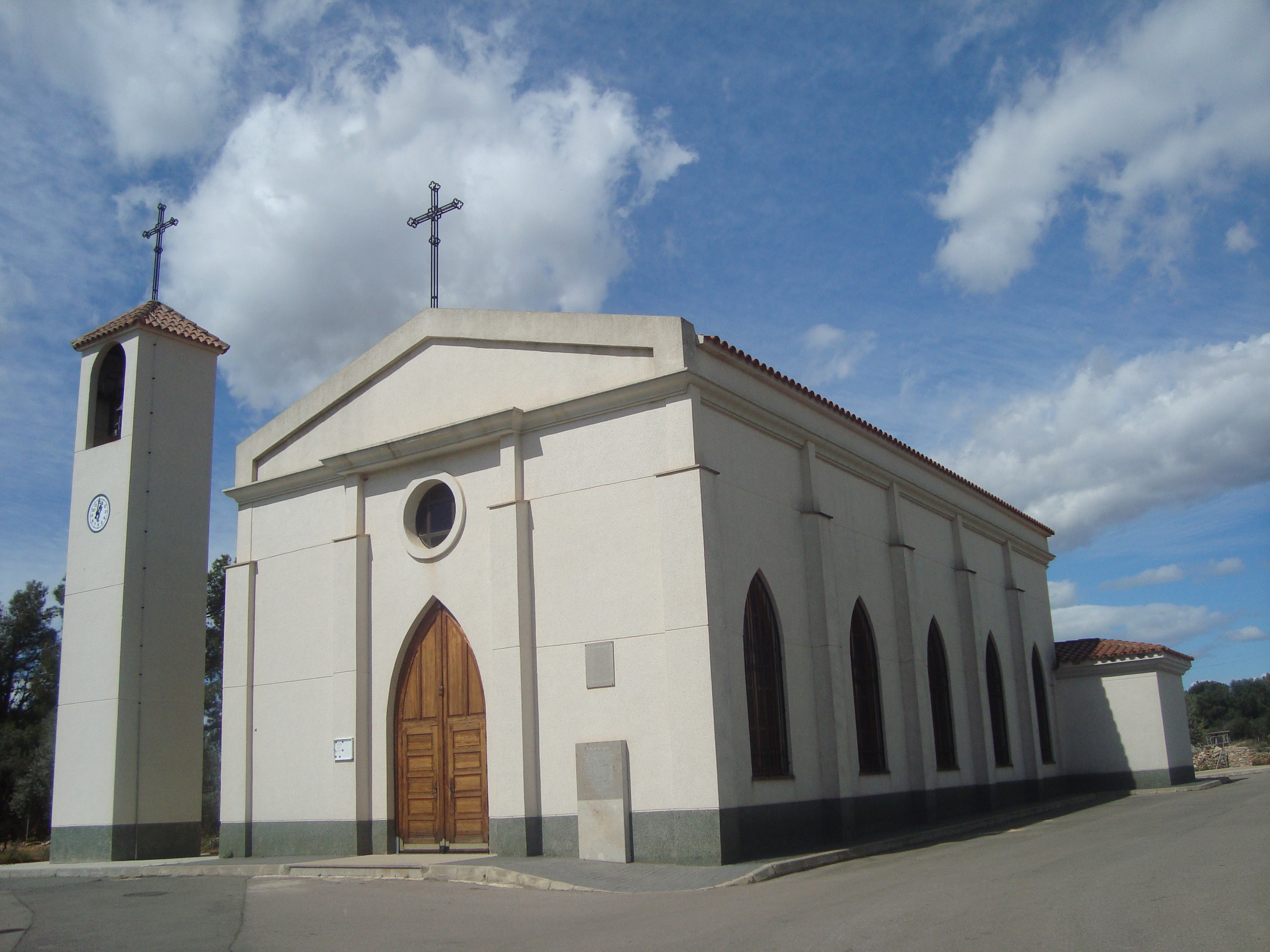
Església parròquial de l'Assumpció de la Verge (La Pelejaneta, La Vall d'Alba)

En el terme municipal de la Vall d'Alba existixen a més altres ermites distribuïdes pels diferents caserius, com és el cas de la capella de Sant Antoni en el Mas de l'Entao, i la de Sant Josep en el Mas de Toribio. En Montalba hi ha una altra capella sota l'advocació de Sant Antoni Abat, com ocorre en el cas del Mas de la Sena. Per la seua banda, la Pelejaneta dedica la seua parròquia a l'Assumpció de la Verge i l'ermita respon a la devoció a Sant Antoni.

### Monuments civils
- Bou de Vall d'Alba. Monument de bronze de 123 x 300 x 137 cm i d'un pes de 600 kg. L'autor és Ripollés.
- Ajuntament de la Vall d'Alba (Castelló)Ajuntament. Edifici d'interès arquitectònic.

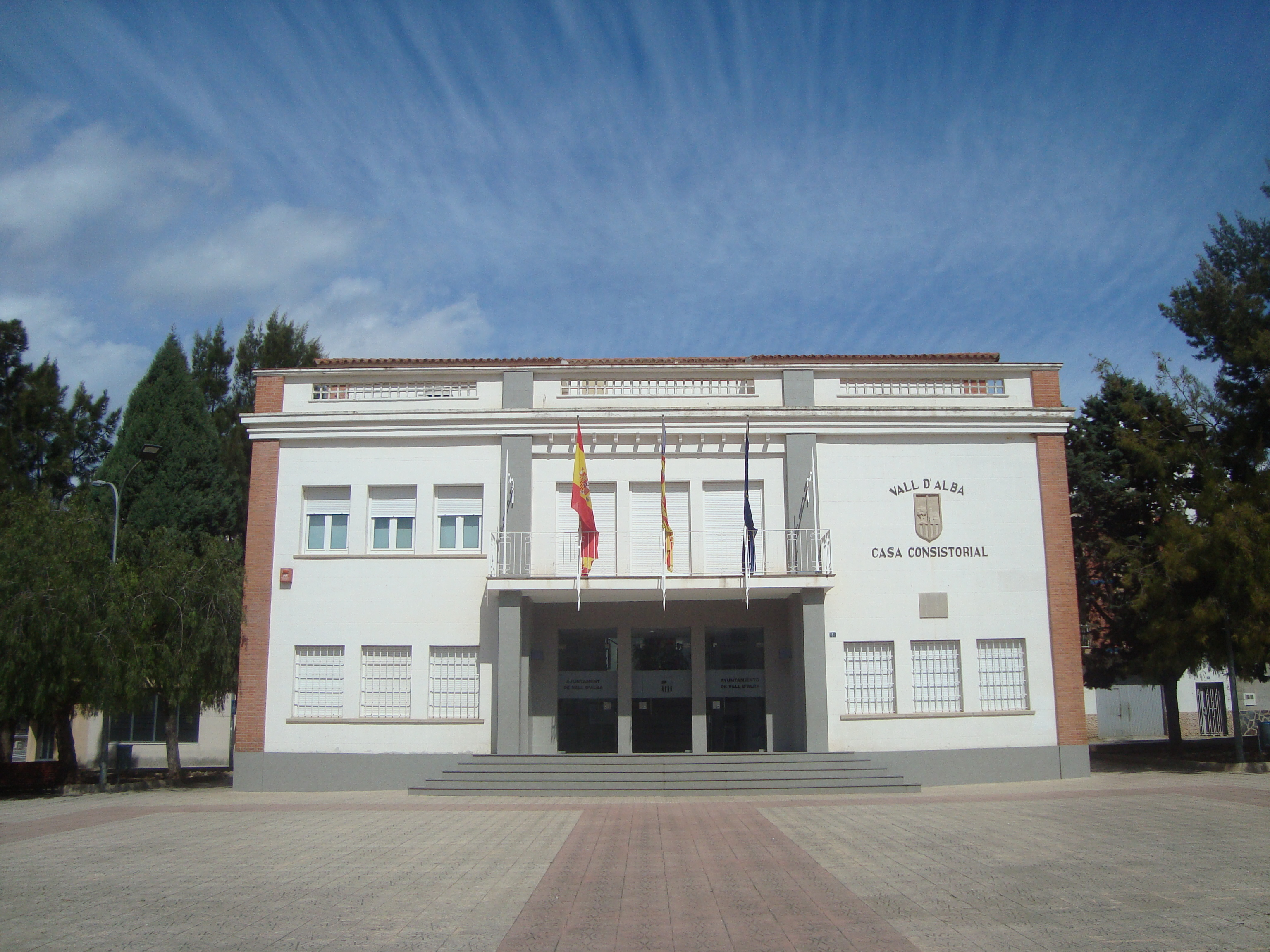
Ajuntament de la Vall d'Alba (Castelló)

- Sénies. El patrimoni rural del municipi compta amb abundants mostres de les antigues artesanals sénies que mantenen diferents parts les seues estructures de pedra i diferents peces de la sínia d'extracció.

## Cultura
El Museu Etnològic ocupa un centenari immoble que va anar profundament remodelat i que va permetre recuperar un dels habitatges amb més història de la localitat. El projecte va incloure la recuperació de l'accés i el pati exterior de l'edifici, símbol de proveïment d'aigua fins a l'arribada de les actuals conduccions.
En el museu s'exposen eines de llaurar en el camp, objectes de cuina, mobiliari, peces de llar i vestimenta, totes elles donades desinteressadament pels veïns del municipi.

## Festes i celebracions
- Sant Antoni. Les exhibicions taurines en la plaça són els actes multitudinaris. La festivitat, que obre el calendari de celebracions, es festeja àmpliament tant en el poble com en els diferents nuclis de població dispersos pel terme que se sumen al tradicional repartiment de rotllo i vi, la processó de les cavalleries, la foguera nocturna i la posterior revetla que culmina la jornada.

- Festes Patronals. Tenen lloc l'última setmana d'agost, en elles predominen els bous i les revetlles a l'aire lliure juntament amb altres actes culturals i esportius. Se celebren també els certamens de bandes de música amb gran arrelament en la zona, els balls tradicionals pels carrers del poble i un ampli ventall d'activitats esportives, dinars de germanor i actes religiosos propis de la festa.

- Altres festes. També en la Masia d'Alentao celebren les seues típiques festes al juny, mentre a primers d'agost, celebra festes en honor de La nostra Senyora dels Àngels el llogaret de La Barona.